# Furi Camil Escribonià
Furi Camil Escribonià (en llatí Furius Camillus Scribonianus) va ser un magistrat romà que va viure al segle i.
Era senador, i l'emperador Claudi el va enviar a l'exili, a ell i a la seva dona Júnia l'any 53, acusats d'haver consultat als caldeus (endevins) en quina data moriria l'emperador.